# مه‌تسوکه
مِه‌تسوکه (به ژاپنی: 目付 Metsuke)، سانسورکنندگان یا بازرسان شوگون‌سالاری توکوگاوا بودند. آنها مقامات باکوفو (شوگون‌سالاری) بودند که تا حدی پایین‌تر از مقام بوگیو قرار داشتند. آنها مأمور بررسی موارد سوءمدیریت، فساد یا نارضایتی در هر نقطه از ژاپن بودند. به ویژه در میان مردمی که در منطقه تحت تسلط یک دایمیو زندگی می‌کردند.

## جمع‌آوری اطلاعات
شوگون سالاری نیاز به نوعی دستگاه جمع‌آوری اطلاعات داخلی در مورد مقامات در ادو در مورد رویدادها و موقعیت‌ها در سراسر کشورو درجاتی از جاسوسی پنهان در صفوف خود را تشخیص می‌داد.
«مه‌تسوکه» تمرکز بر روی کسانی بودند که در رتبه‌های پایین‌تر از دایمیوها (اربابان فئودال) قرار داشتند.
اگرچه پروتکل‌های گزارش دهی «مه‌تسوکه» و «اومه‌تسوکه» به‌طور مشابهی درگیر شده بودند، به «واکادوشیوری» که پایین‌تر از «روجو» بودند، گزارش شد. اومه‌تسوکه مستقیماً به چهار یا پنج «روجو» در رأس بوروکراسی شوگون گزارش می‌داد، فعالیت‌های جمع‌آوری اطلاعات «مه‌تسوکه» برای تکمیل آن‌ها در نظر گرفته شده بود از «اومه‌تسوکه» حتی اگر هیچ رابطه گزارش رسمی بین این دو گروه تا حدودی مستقل وجود نداشت.
در هر زمان به تعداد بیست و چهار «مه‌تسوکه» وجود داشت.

## اومه‌تسوکه
اومه‌تسوکه نقش یک بازرس را داشت که دایمیو، خانواده عالی و دربار امپراتوری را زیر نظر داشت و از شوگون‌سالاری در برابر این شورش‌ها محافظت می‌کرد. در ۱۷ دسامبر ۱۶۳۲، در سال نهم کانئی، چهار نفر منصوب شدند: آکی‌یاما ماساشیگه، میزوئو مورینوبو، یاگیو مونه‌نوری و اینوئه ماساشیگه همچنین در ابتدای نصب، سومه تسوکی نام داشت.

### اومه‌تسوکه در شوگون‌سالاری ادو
در شوگون‌سالاری ادو پست اومه‌تسوکه  در سال سوم دوره گننا (۱۶۱۷) با ۱۰ نفر کارمند و حقوق ۱۰۰۰ ککو تأسیس شد. این حکومت توسط یک واکادوشیوری (مشاور) سرپرستی می‌شد و دفتر او در هونمارو و نیشینوماروی قلعه ادو قرار داشت. تحت نظر آن، تومتسوکی و کونین متسوکی بودند که بر امور دولتی به طور کلی، از جمله نظارت بر هاتاموتو و گوکه‌نین و حضور مقامات، نظارت داشتند. آنها همچنین صلاحیت رسیدگی به برخی از جرایم را داشتند. افراد توانمندی در این سمت منصوب شدند و بسیاری از آنها بعداً به مقام آنگوکو بوگیو (قاضی استان‌های دور) یا ماچی بوگیو (قاضی شهر) و سپس به مقام کانجو بوگیو (قاضی حساب‌ها) ارتقا یافتند. به طور خاص، برای تبدیل شدن به یک ماچی بوگیو، داشتن تجربه به عنوان یک مه‌تسوکه ضروری بود. وقتی روجو سیاستی را اجرا می‌کرد، انجام آن بدون رضایت مه‌تسوکه غیرممکن بود و آنها می‌توانستند مخالفت خود را به شوگون یا روجو توضیح دهند. قدرت مه‌تسوکه آنقدر زیاد بود که باکوماتسو متفکر کوریموتو جوئون در کتاب خود دِتارامه سوشی اظهار داشت که «اینکه حمایت آن شخص را به دست آورید یا نه، بر ظهور و سقوط یک دوره تأثیر می‌گذارد.»

## در فرهنگ عامه
مِه‌تسوکه در فیلم سکوت (فیلم ۲۰۱۶) به عنوان آزاردهنده مسیحیان ژاپنی (مسیحیان پنهان) به تصویر کشیده شده‌اند.